# Miguel Ángel Fraga
Miguel Angel Fraga Licona (sinh ngày 3 tháng 9 năm 1987) là một thủ môn bóng đá người México thi đấu cho Pumas UNAM theo dạng cho mượn từ Atlas của Liga MX.
Fraga thi đấu nhiều ở vị trí dự phòng cho Monarcas Morelia và sau đó trở thành ngôi sau của Toros Neza sau khi cản phá nhiều quả phạt đền trước các câu lạc bộ hạng nhất ở Cúp bóng đá Mexico, và cũng được triệu tập vào Cúp Vàng 2017 và là thủ môn số 3.